# Pugvin Mis
Pugvin Mis (en rus: Пугвин Мыс) és un poble (possiólok) del krai de Perm, a Rússia, que forma part del raion de Gaini. En el cens del 2010 tenia 64 habitants. Hi ha un carrer.